# Brann Stadion
Le Brann Stadion est un stade situé à Bergen, en Norvège, inauguré en 1919.
Il est par ailleurs le stade-résident du club de football du SK Brann évoluant en première division norvégienne.